# Сета (1922)
«Сета» (яп. 堅田) — річковий канонерський човен Імперського флоту Японії, що входив до 11-го сентаю канонерських човнів і діяв на річці Янцзи в Китаї протягом 1920-х років, а також під час Другої китайсько-японської та Другої світової війни.

## Контекст
«Сета» був головним кораблем з двох канонерських човнів однойменного типу, побудованих за програмою побудови флоту 1920 року для Імперського флоту Японії. Ці кораблі були призначені для операцій на внутрішніх водних шляхах Китаю.

## Конструкція
Основна конструкція «Сета» формувалася на основі конструкції першого побудованого в Японії річкового канонерського човна «Тоба», з тими ж загальними розмірами та компонуванням. «Сета» мав корпус загальною довжиною 54,86 метрів і шириною 8,23 метра, при нормальній водотоннажності 338 тонн і осадку 1,02 м. Корабель приводили в рух дві парові турбіни Kampon з двома котлами, що передавали на три вали, виробляючи потужність 1400 кінських сил, що забезпечувало максимальну швидкість у 16 вузлів.
Спочатку корабель був озброєний двома 80 міліметровими гарматами та п'ятьма 7,7 міліметровими кулеметами.

## Історія служби
«Сета» був закладений 29 квітня 1922 року і спущений на воду 30 червня 1922 року на верфях Харіма в м. Айой. Оскільки річковий корабель неспроможний до плавання у відкритому морі, його розібрали на частини та перевезений на верф Тунгва в Шанхаї, де знову зібрали 20 жовтня 1923 року. Він призначався для патрулювання річки Янцзи від Шанхая до Трьох ущелин, для демонстрації сили задля захисту громадян Японії та економічних інтересів. Виконував цю функцію впродовж 1920-х — початку 1930-х років. З лютого 1932 року канонерський човен був включений до Першого китайського експедиційного флоту.
З початком Другої китайсько-японської війни «Сета» базувався в Чанша і використовувався для евакуації японських жителів із внутрішніх регіонів Китаю. Під час битви за Шанхай «Сета» висадив підкріплення спеціальних військово-морських сил висадки і бомбардував китайські позиції в Шанхаї 13 серпня 1937 року. Корабель також брав участь в евакуації 20 000—30 000 японських цивільних жителів Шанхая та прикривав висадку 3-ї дивізії Імперської японської армії, 8-ї та 11-ї дивізій на північ від Шанхая. 26 червня 1938 року «Сета», а також канонерки «Тоба» і «Котака», мінні загороджувачі  Tsubame, Kamome, Natsushima і Nasami брали участь у битві при Мандангу і подальшій битві за Цзюцзян, бомбардуючи китайські позиції і розчищаючи мінні загородження на річці Янцзи. Багато членів екіпажу було поранено або вбито китайським вогнем зі стрілецької зброї до того, як спеціальні військово-морські сили висадки змогли захопити форти Маданг.
Близько 1940 року «Сета» був оснащений двома 3,1-дюймовими зенітними гарматами 40-го калібру та п'ятьма 13,2-мм кулеметами Гочкісса. З 4 листопада 1941 року він базувався в Ханькоу, де співпрацював з підрозділами Імператорської японської армії. 22 червня 1942 року брав участь в «Операції SE» і був призначений в оперативну групу «Озеро Тун Тінг» з канонерками «Катата» та «Суміда». 25 листопада, коли «Сета» був обстріляний винищувачами чотирнадцятої повітряної армії США, загинуло п'ять членів екіпажу корабля.
В кінці 1943 року зенітне озброєння корабля посилили, замінивши п'ять кулеметів Hotchkiss шістьма 25-мм гарматами типу 96 АА. 
6 червня 1943 року сім винищувачів Warhawk обстріляли «Сету» біля Шаньсі, вбивши 14 членів екіпажу, в тому числі капітана Хісаші Мацумото, та поранивши ще 14 осіб. Корабель відремонтували на верфі Кіанньян у Шанхаї до кінця липня. Опісля знову направлений в Ханькоу для патрулювання верхньої річки Янцзи, де був атакований авіацією 1 вересня 1943, 22 травня та 11 червня 1944 року, втім не зазнав пошкоджень. Однак атака 17 серпня зруйнувала корму та руль, через що канонерський човен довелося буксирувати в Шанхай для ремонту. Ремонт завершили 24 жовтня, проте через два дні корабель знову зазнав бомбардування і затонув. Його озброєння було знято для посилення наземної оборони Шанхая, а саму канонерку виключили зі списку військово-морського флоту 30 вересня 1945 року.
Корпус підняли вже після закінчення війни, а після ремонту ввели до складу ВМС Республіки Китай як Chang Teh (長徳). Під час громадянської війни в Китаї був захоплений разом з канонеркою «Тоба» Китайською Народною Республікою, 30 листопада 1949 року переданий у Військово-морський флот Народно-визвольної армії як канонерський катер Min Jiang (閩江). Корабель утилізували в 60-х роках.